# Tetrathemis victoriae
Tetrathemis victoriae is een libellensoort uit de familie van de korenbouten (Libellulidae), onderorde echte libellen (Anisoptera).
De wetenschappelijke naam Tetrathemis victoriae is voor het eerst geldig gepubliceerd in 1963 door Pinhey.